# Rio Bixad
O Rio Bixad é um rio da Romênia afluente do Rio Valea Rea, localizado no distrito de Satu Mare.